# میرزا ملااحمد
میرزا ملااحمد (ملااحمداف) (۲۰ فوریهٔ ۱۹۴۸ –۲۵ ژانویهٔ ۲۰۲۳) پژوهشگر تاجیک بود. ملااحمد از اعضای آکادمی علوم و اتحادیه نویسندگان تاجیکستان بود و مدتی ریاست انجمن دوستی تاجیکستان و ایران را بر عهده داشت. او در ناحیه عینی زاده شد و در شهر دوشنبه درگذشت.

## زندگی حرفه‌ای
میرزا ملااحمد در سال ۱۹۶۹ از بخش خاورشناسی دانشگاه ملی تاجیکستان فارغ‌التحصیل شد. او تا سال ۱۹۹۹ در انستیتوی زبان و ادبیات و خاورشناسی و میراث خطی ابوعبدالله رودکی در فرهنگستان علوم تاجیکستان، در زمینه‌های ایران‌شناسی، هندشناسی، و تاریخ ادبیات کار می‌کرد. میرزا ملااحمد بیست سال پایانی خود مسئول بخش علم و سازمان‌دهی و معاون دبیر ارشد علمی در آکادمی ملی علم‌های تاجیکستان بود.
میرزا ملااحمد متخصص پژوهش و بررسی آثار رودکی بود. اما درباره دیگر شاعران پارسی‌زبان مانند فردوسی، ناصرخسرو، مولوی، ابوالقاسم لاهوتی، فرخی سیستانی، فروغی بسطامی، و قاآنی شیرازی نیز کتاب نوشته و پژوهش کرده بود.
او عضو هیات تحریریه مجله رودکی (تهران)، فصلنامه علمی-پژوهشی پژوهشنامه تاریخ و مجله مؤسسه فرهنگی اکو (تهران) بود.
میرزا ملااحمد همچنین دبیر سمپوزیوم‌های گوناگون بین‌المللی از جمله «هزاره شاهنامه فردوسی» بود.

## آثار
میرزا ملااحمد بیش از ۴۵۰ اثر و بیش از ۳۰ کتاب درباره شعرا و نویسندگان قدیم و معاصر پارسی‌زبان از خود باقی گذاشته است.
- یاد یار مهربان (تهران، ۲۰۰۱)
- خوبان پارسی‌گوی (تهران، ۲۰۰۳)
- اندرزهای رودکی (تهران، ۲۰۰۸)
- صدای آسیا (۲۰۱۱)
- تاریخ ادبیات ایران در قرن‌های ۱۹ و ۲۰ (مسکو، ۱۹۹۹)
- بزرگداشت انسان نیک
- بیا تا جهان را به بد نسپریم